# 1,2-다이올레일-sn-글리세로포스포에탄올아민
1,2-다이올레일-sn-글리세로포스포에탄올아민(영어: 1,2-dioleoyl-sn-glycerophosphoethanolamine)은 포스파티딜에탄올아민 부류의 비(非)이중층 지질이며, 비(非)층상 역육각형 구조를 취한다. 이것은 일반적인 형질주입 시약인 리포펙타민의 일부를 형성한다.

## 같이 보기
- 인지질
- 포스파티딜에탄올아민